# تنینگن
تنینگن (به آلمانی: Teningen) یک شهر در آلمان است که در امندینگن واقع شده‌است. تنینگن ۱۱٬۸۰۷ نفر جمعیت دارد.